# Tortula kabir-khanii
Tortula kabir-khanii är en bladmossart som beskrevs av Richard Henry Zander 1993. Tortula kabir-khanii ingår i släktet tussmossor, och familjen Pottiaceae. Inga underarter finns listade i Catalogue of Life.